# Bacabal
Bacabal város Brazíliában, Maranhão államban. Lakosainak száma 103 711 fő (2022). Bacabal Olho d'Água das Cunhãs, Bom Lugar, Alto Alegre do Maranhão, Lago Verde, São Luís Gonzaga do Maranhão és São Mateus do Maranhão községekkel határos.

## Népesség
A település népességének változása:
| Lakosok száma | 91 823 | 100 014 | 105 094 | 103 711 |
|               | 2000   | 2010    | 2021    | 2022    |